# Fantasy Records
La Fantasy Records è una storica etichetta discografica statunitense fondata da Max e Sol Weiss nel 1949 a San Francisco (California) attualmente di proprietà dell'Concord Music Group e distribuita dall'Universal Music Group.
Durante i primi anni l'etichetta si dedicò alla pubblicazioni dei lavori del pianista jazz Dave Brubeck, che era anche uno dei finanziatori. Successivamente divenne nota principalmente per le pubblicazioni del comico e artista Lenny Bruce, del musicista jazz Vince Guaraldi, e del gruppo rock Creedence Clearwater Revival.